# Iglesia de Santiago (Cuéllar)
La iglesia de Santiago fue un templo católico ubicado en la villa de Cuéllar (Segovia) construido en estilo mudéjar, del que se conserva el ábside, la torre y el muro norte de la nave central. Es habitualmente conocida como la iglesia de los caballeros, por haber sido la sede de la Casa de los Linajes de Cuéllar.
Aparece documentada por primera vez en el año 1244, y su aspecto original se refleja en fotografías del siglo XIX, donde se aprecia un templo de tres naves, con pórtico al lado sur y la torre en la zona de los pies que servía al mismo tiempo como torre defensiva del arco de Santiago, una de las puertas de la muralla de Cuéllar.
Durante la segunda década del siglo XX sufrió un gran deterioro que derribó la iglesia parcialmente, hasta que sus restos fueron rehabilitados en 1987, recuperando el ábside mudéjar y restos de una de las naves laterales. Durante su restauración se descubrieron enterramientos anteriores a la construcción de la iglesia, así como decoración con motivos geométricos en el interior del ábside y en uno de los arcos de acceso a la nave lateral.
El ábside se forma mediante un tramo recto y una cabecera semicircular, todo ello con arquerías ciegas de ladrillo, simples o dobladas.